# Montiglio Monferrato

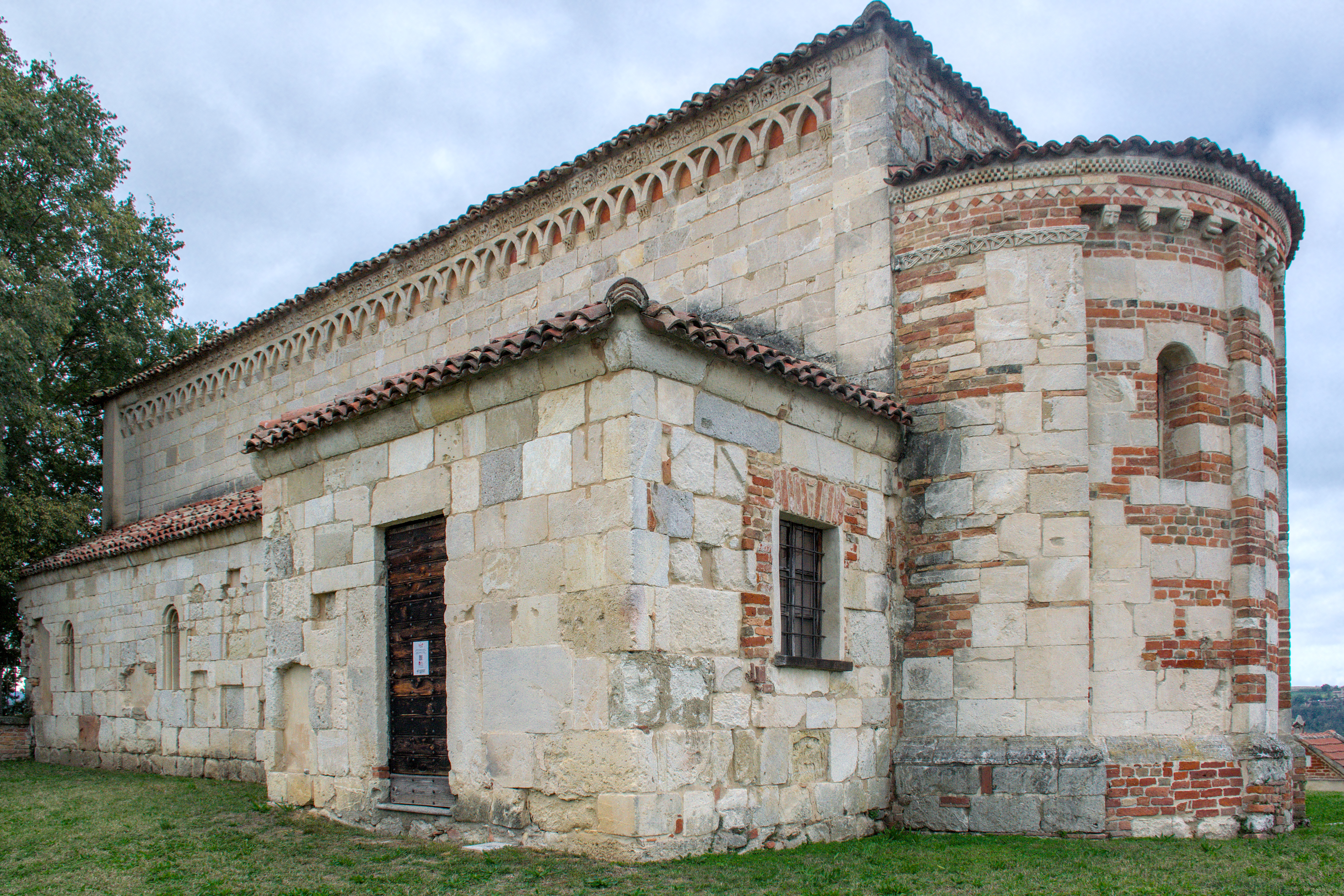

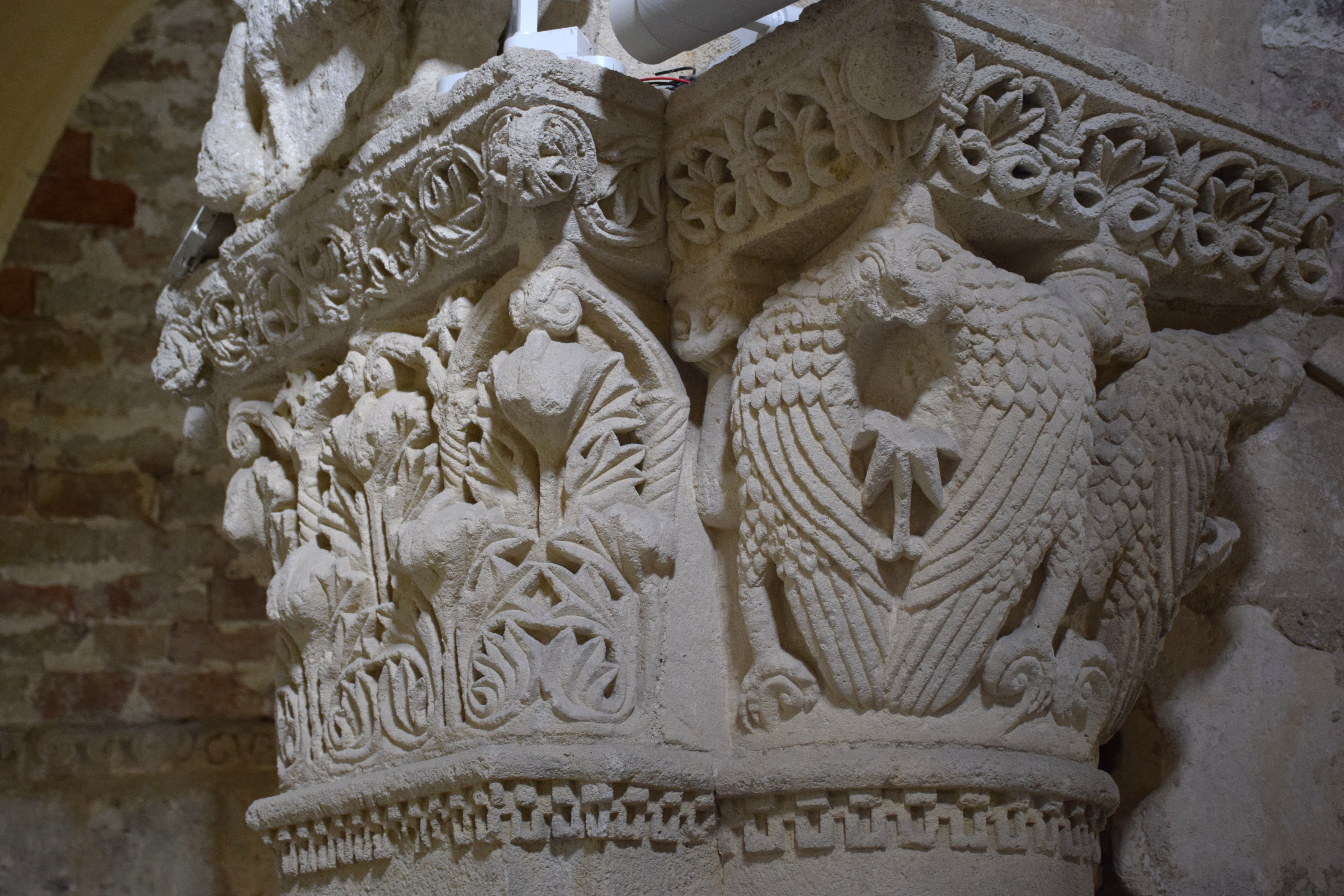
Capitello della Chiesa di San Lorenzo

Montiglio Monferrato (Montij in piemontese) è un comune italiano di 1 463 abitanti della provincia di Asti in Piemonte. È stato istituito il 1º settembre 1998 dall'unione dei tre antichi comuni di Colcavagno, Montiglio e Scandeluzza.

## Origini del nome
Il nome deriverebbe dal latino Montellus (piccolo monte), secondo alcuni studiosi, oppure secondo altri dall'espressione Mons tilii ossia "Monte del tiglio", in quanto il paesaggio predominante in questa regione era la foresta.

## Storia
Negli anni della seconda guerra mondiale, tra il 1940 e il 1943, furono internati a Montiglio 6 profughi ebrei provenienti dai Balcani. Dopo l'8 settembre 1943, con l'occupazione tedesca, il gruppo prontamente si disperse. Alla fine tutti gli internati riuscirono a salvarsi (alcuni rimanendo nascosti in zona, altri trovando rifugio in Svizzera).

### Simboli
Lo stemma del comune di Montiglio Monferrato è stato concesso con decreto del presidente della Repubblica del 9 ottobre 2002.

Stemma comunale precedentemente in uso

## Monumenti e luoghi d'interesse
Il comune è situato in cima ad un colle che domina la Valle Versa. In cima al colle si trova il castello originario del XIII secolo, distrutto nel 1305 e ricostruito con sotterranei nel XV secolo.
Fu la guerra fra Monferrato e Asti a portare all'edificazione di questo baluardo — inserito nel circuito dei "Castelli Aperti" del Basso Piemonte — già dimora di Bonifacio I nel XII secolo. È stato ipotizzato che qui Rambaldo di Vaqueiras abbia composto la sua Estampida.
Nel parco del castello si trova la cappella romanica di Sant'Andrea, la quale conserva il più vasto ciclo di affreschi trecenteschi del Piemonte.
Appena fuori di Montiglio sorge la pieve romanica di San Lorenzo, con splendide sculture.
Il paese è conosciuto anche per le sue meridiane e per la Fiera del Tartufo che si svolge in autunno.
In Regione Stazione è presente dalla metà degli anni '60 la struttura ricreativa con lago artificiale denominata "Lago di Codana". L'area, dopo una complessa ristrutturazione durata tre anni, è stata riaperta al pubblico in veste rinnovata a settembre 2017.

## Società

### Evoluzione demografica
Negli ultimi cento anni, a partire dal 1921, la popolazione residente si è ridotta del 45 %.
Abitanti censiti

## Geografia antropica

### Colcavagno
Colcavagno (in piemontese Còl Cavagn) domina la Valle Versa, a valle di Montiglio. In centro al paese sorge il castello, ampiamente rimaneggiato nel 1667. Il castello viene citato per la prima volta nel 1003 come "castello detto Corte Cavani". Nel 1164 si trova citata la forma Curcavagnus ma nel 1197 emerge la trasformazione in Corcavagnus, dal quale deriva l‘odierno Colcavagno. Nel 1224 Enrico di Cocconito divenne primo signore di Colcavagno e fece ricostruire il castello. Nel 1667 il castello, dopo essere stato più volte ristrutturato a causa delle distruzioni belliche, fu trasformato in confortevole villa barocca in mattoni a vista dal marchese Flamino Giacinto Balbiano. La famiglia Balbiano è nota almeno dal XIV secolo, con un Antonio da cui discendevano militari e cortigiani. Gottofredo Alberico Balbiano ricevette il titolo di Marchese di Colcavagno nel secolo XVII. I Balbiano di Colcavagno possedevano anche un palazzo a Chieri, costruito nel secolo XVIII, e ancora oggi possiedono una villa nei pressi.
Nel 1902 il castello di Colcavagno fu ceduto alle suore dell'Opera Pia Cottolengo utilizzandolo come casa di riposo fino al 2010, anno in cui divenne sede della Fondazione Paolo Ferraris. Al suo interno ospita il Museo "Gli arnesi della memoria" che rappresenta una collezione di strumenti e materiali per il restauro conservativo cartaceo e membranaceo, archivistico e bibliografico.
All'interno del cimitero si trova la chiesa romanica dei santi Vittore e Corona.

### Scandeluzza
Alle spalle di Colcavagno, sorge Scandeluzza (in piemontese Scandlussa). Nella parte più alta del paese sorge la chiesa parrocchiale dedicata a Santa Maria del Rosario.
 Nei pressi del cimitero si trova la chiesa romanica dei Santi Sebastiano e Fabiano mentre fuori dal paese è situata l'altra chiesa romanica dedicata a Sant'Emiliano (di proprietà privata).

### Rinco
In frazione Rinco (in piemontese Rinch) sorgono due castelli. Il primo fu edificato nel trecento accanto ad una torre del millecento per accogliere la residenza dei conti Pallio, signori di Rinco e di Castellinaldo; nel XVI secolo questo castello fu dedicato ad ospitare l'esercito ed accanto ad esso ne fu costruito uno nuovo per la famiglia del conte e per gli ufficiali, dotato di giardini all'italiana.
Recentemente è stato riadattato come residenza privata di lusso. La torre e i due castelli sono oggi in ottimo stato e rendono il borgo di Rinco un luogo incantevole.
Di soli 57 abitanti, al suo interno la frazione di Rinco comprende altre due più piccole frazioni: Torretta (ove non abita più nessuno stabilmente) e Castelcebro.

## Amministrazione
Di seguito è presentata una tabella relativa alle amministrazioni che si sono succedute in questo comune.
| Periodo          | Periodo        | Primo cittadino | Partito                           | Carica  | Note   |
| ---------------- | -------------- | --------------- | --------------------------------- | ------- | ------ |
| 30 novembre 1998 | 27 maggio 2003 | Dimitri Tasso   | lista civica                      | Sindaco | [ 10 ] |
| 27 maggio 2003   | 15 aprile 2008 | Dimitri Tasso   | lista civica                      | Sindaco | [ 10 ] |
| 15 aprile 2008   | 27 maggio 2013 | Piercarlo Negro | lista civica                      | Sindaco | [ 10 ] |
| 27 maggio 2013   | 10 giugno 2018 | Dimitri Tasso   | lista civica Uniti per Migliorare | Sindaco | [ 10 ] |
| 10 giugno 2018   | 2023           | Dimitri Tasso   | lista civica Uniti per Migliorare | Sindaco | [ 10 ] |

## Infrastrutture e trasporti

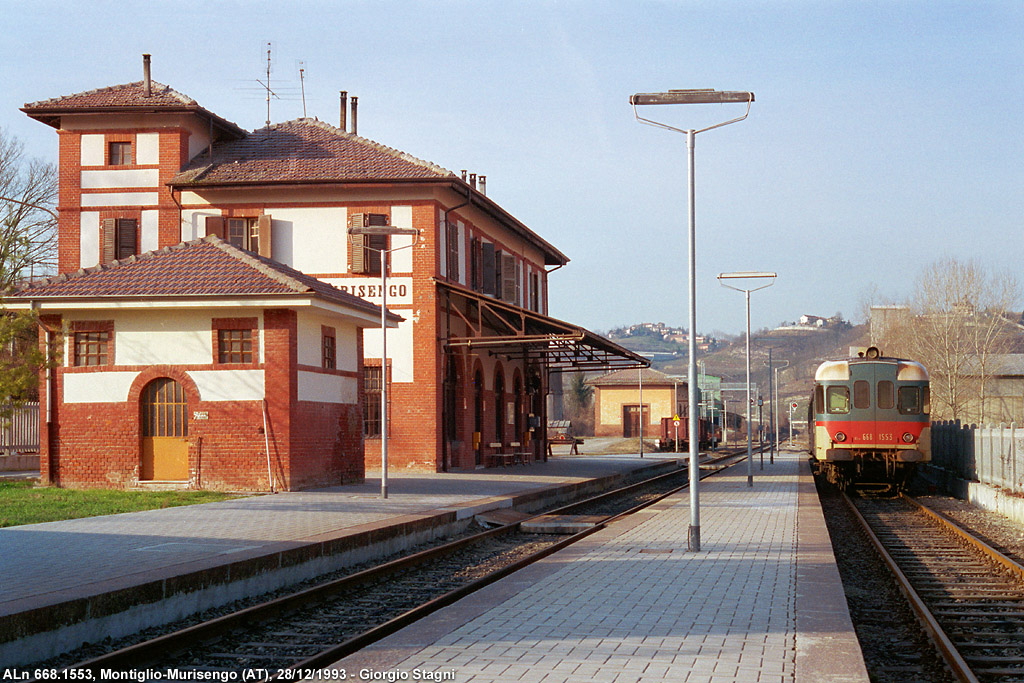
Ex stazione di Montiglio-Murisengo nel 1993

La stazione di Montiglio-Murisengo e la fermata di Sant'Anna-Robella, attivate rispettivamente nel 1912 e nel 1937, erano poste lungo la cessata ferrovia Chivasso-Asti, il cui esercizio fu definitivamente sospeso nel 2011.

## Galleria d'immagini

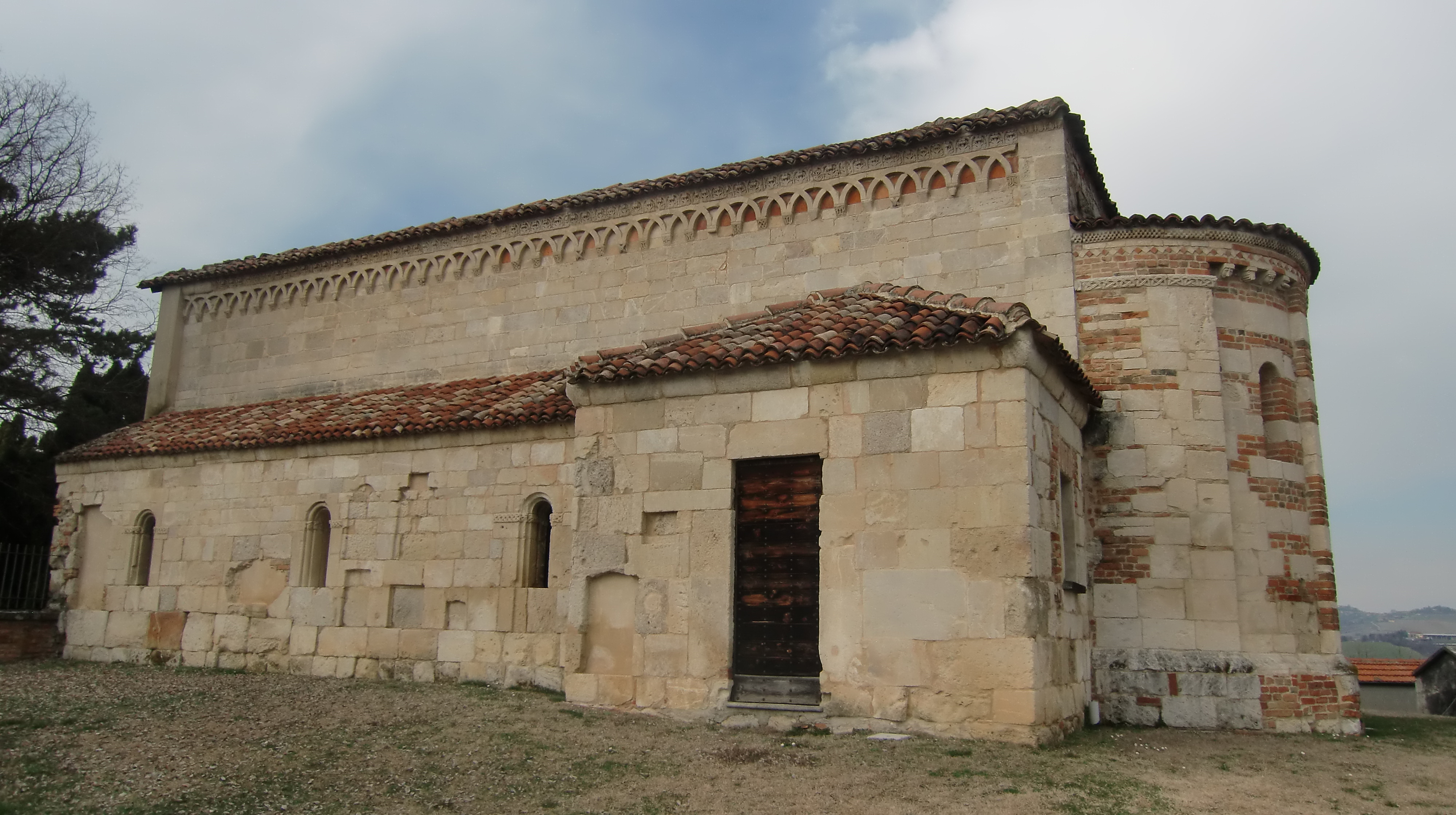
La pieve di San Lorenzo
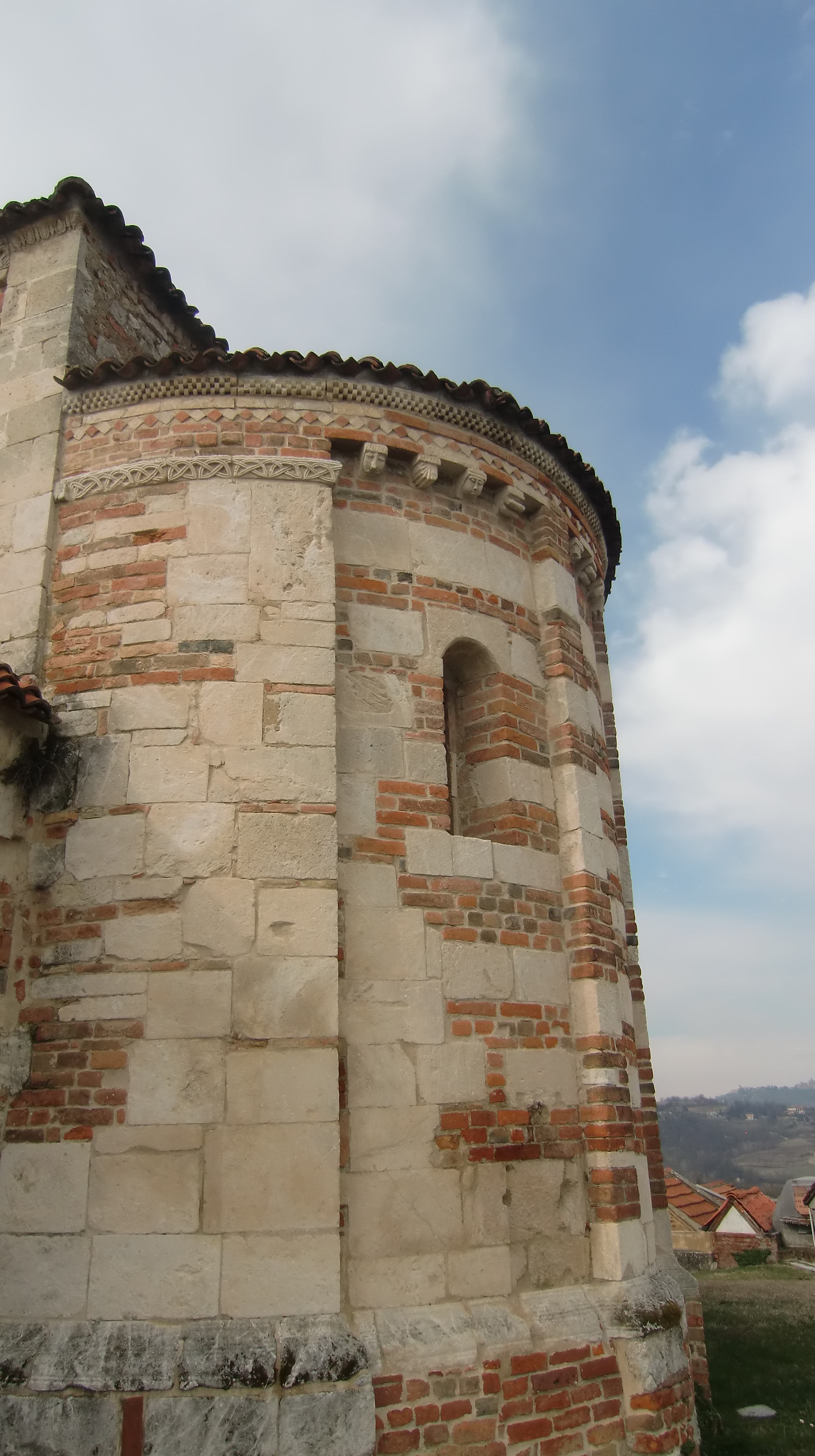
Pieve di San Lorenzo, abside della chiesa romanica
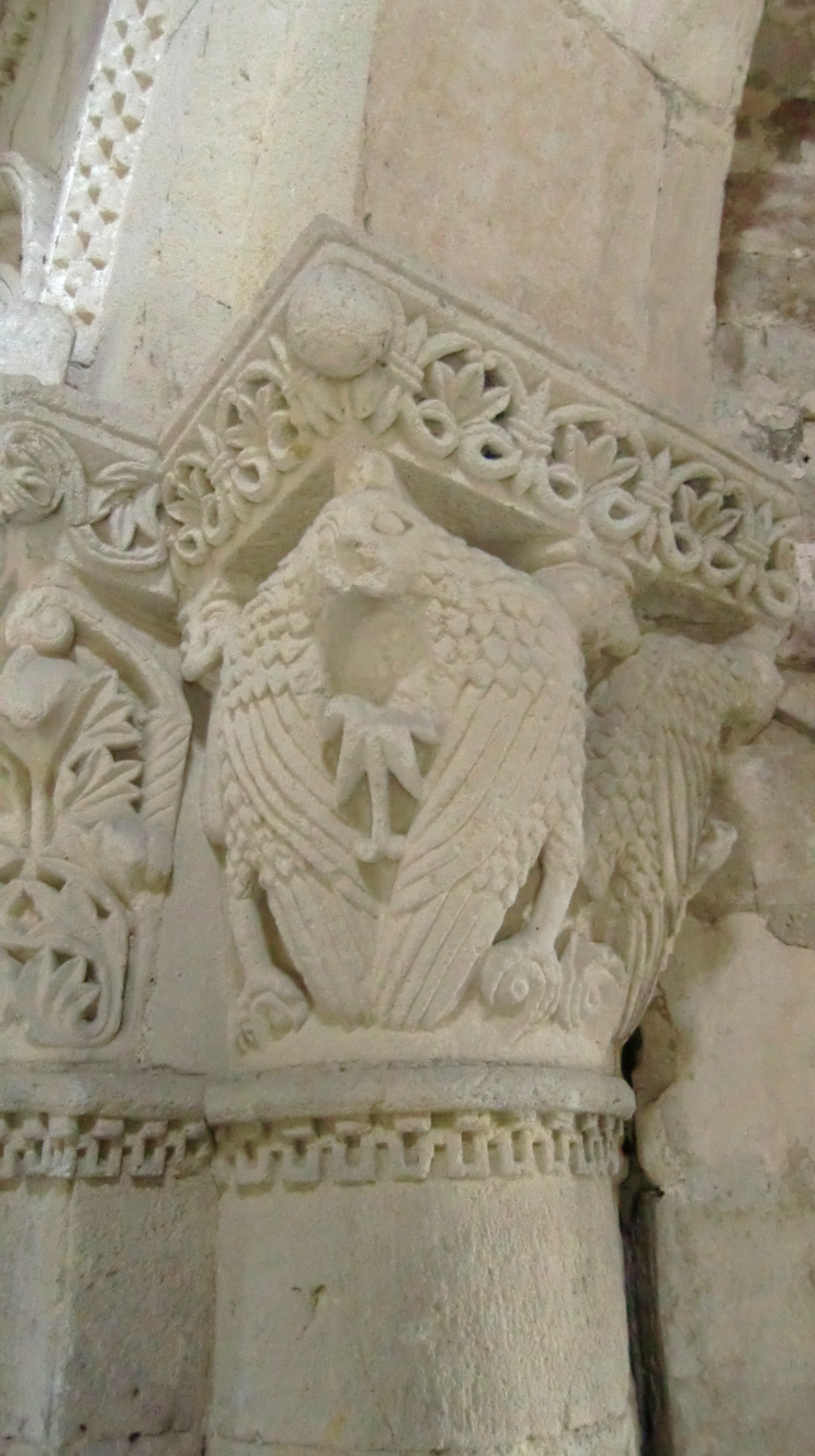
Pieve di San Lorenzo, capitello
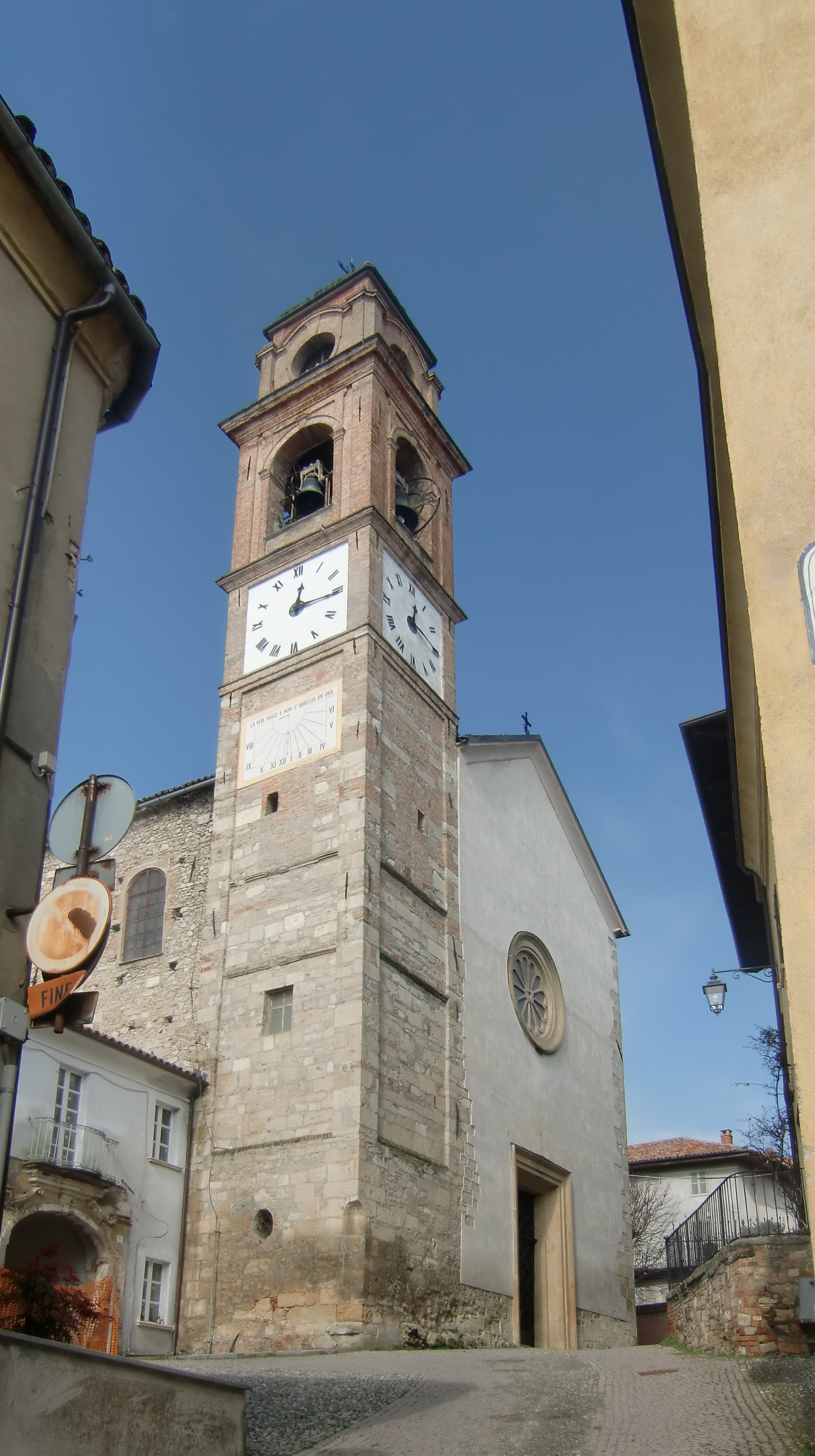
La chiesa parrocchiale
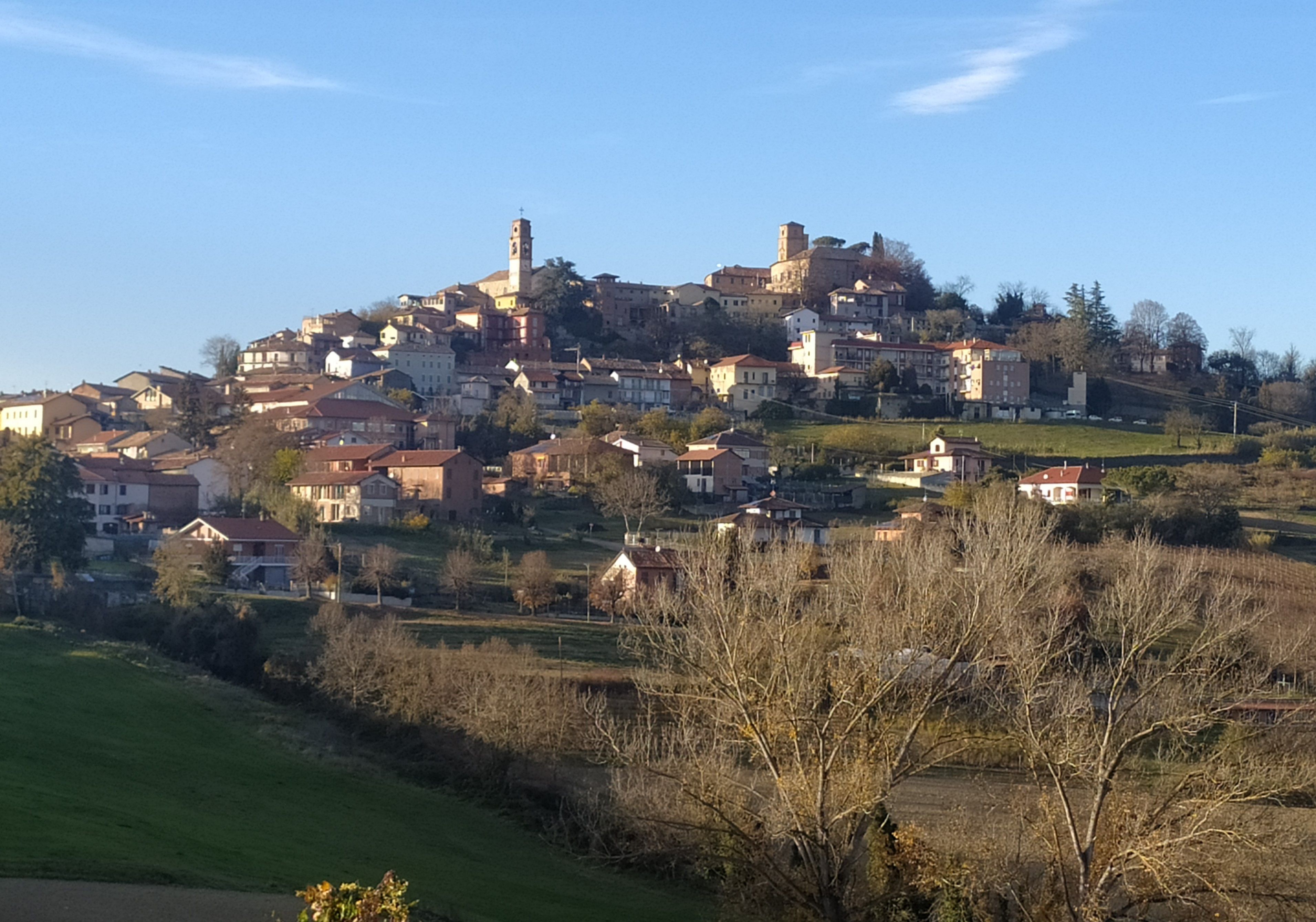
Panorama del paese di Montiglio
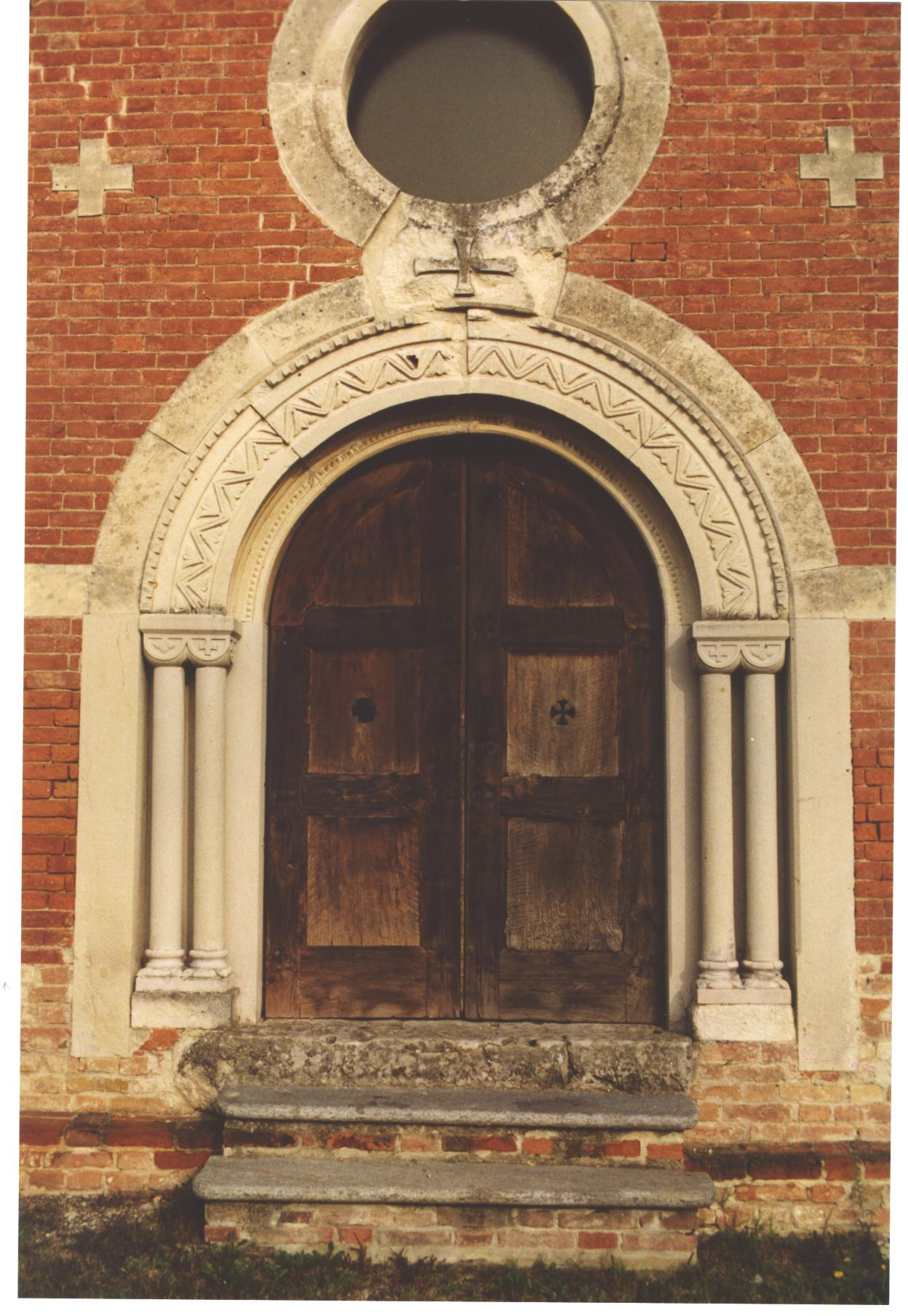
Scandeluzza, portale della chiesa romanica dei Santi Sebastiano e Fabiano
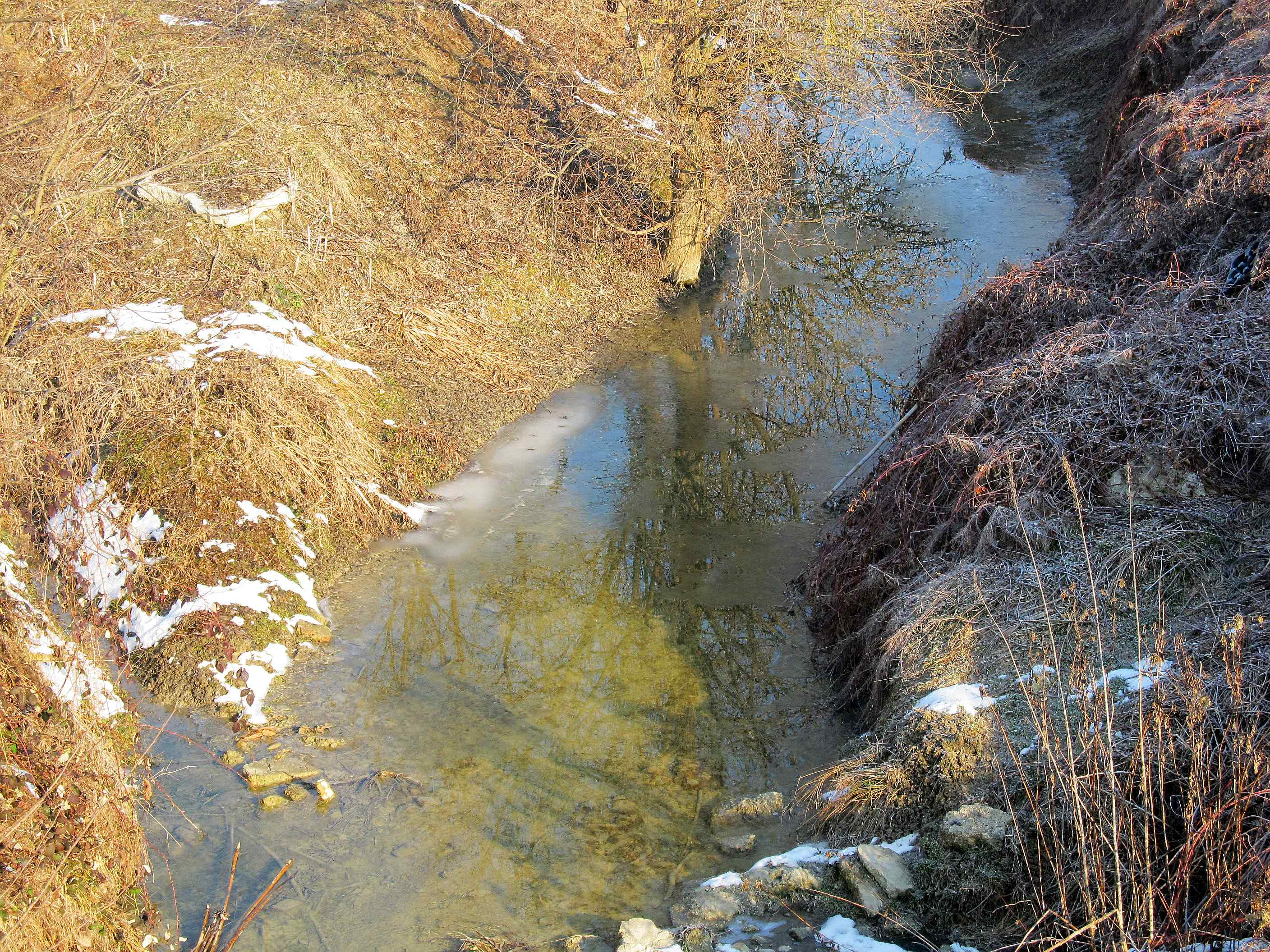
Il torrente Versa a Montiglio
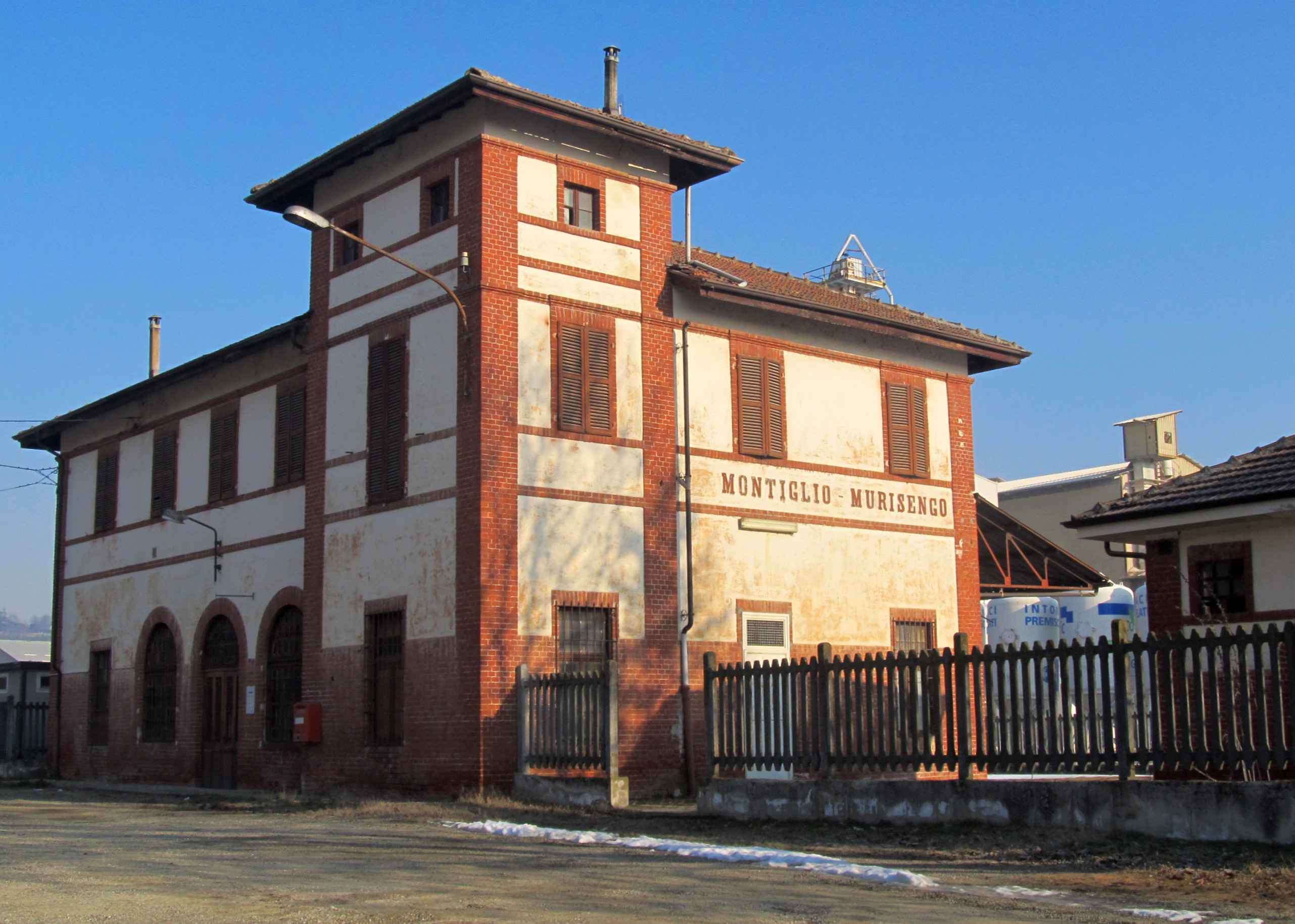
La stazione ferroviaria Montiglio-Murisengo nel febbraio 2013